# Biriba
Ubiraci Rodrigues da Costa, conhecido como Biriba (São Paulo, 26 de junho de 1945), é um mesatenista brasileiro notável por vencer os bicampeões mundiais Toshiaki Tanaka e Ichiro Ogimura em partidas de exibição no Ginásio do Ibirapuera. É considerado por muitos uma das grandes lendas do esporte brasileiro.
Biriba, além de ter conquistado 400 troféus e 300 medalhas em toda a carreira, detém todos os recordes de precocidade em títulos brasileiros, paulistas e sul-americanos no tênis de mesa.
No Campeonato Mundial de Tênis de Mesa de 1961, Biriba chegou às oitavas de final, o melhor resultado da história do Brasil no torneio por muitos anos. Só foi igualado em 1987 por Cláudio Kano, e só foi superado em 2021 por Hugo Calderano, quando o mesmo chegou às quartas de final.

## Vida

### A origem
Nascido na capital paulista, Biriba era filho de Hermínio Rodrigues da Costa, comerciante, dono de uma padaria. Segundo ele próprio, seu pai foi quem mais o incentivou a jogar tênis de mesa. De sua família, apenas sua mãe nunca praticara o esporte. Quando tinha 40 anos, seu Hermínio fundou o Sport Clube Beira Mar no andar superior de sua panificadora.

### Após o tênis de mesa
Depois de abandonar o tênis de mesa, Biriba cursou duas faculdades: economia e contabilidade. Prestou um concurso para a Secretaria da Fazenda, onde trabalha atualmente como agente da fiscalização estadual. Apesar da distância em relação ao esporte, ele continua participando de competições; em 1996 participou do Mundial para Veteranos em Sillehammer, na Noruega. Biriba não tem filhos.
LIVRO
No dia 29 de Fevereiro, houve o lançamento do livro: Biriba: contos e causos de uma lenda do esporte brasileiro e do tênis de mesa mundial. O lançamento foi no Allianz Parque, em São Paulo/SP, que pertence à Sociedade Esportiva Palmeiras . 

## Carreira

### O campeão precoce
A carreira de Biriba começou aos seis anos, no Beira Mar, o clube fundado por seu pai. Apesar da idade, Biriba já se destacava entre os outros praticantes.
Com oito anos, ele já era campeão paulista juvenil de duplas jogando ao lado do irmão, Ubirajara. No ano seguinte, conquistou o Paulista juvenil na categoria individual. Aos 11 anos, foi campeão brasileiro adulto por equipes e duplas e já era proibido de participar das categorias menores. Aos treze anos, o garoto faturou o Campeonato Sul-americano adulto na categoria individual. Em 1959, com 14 anos, teve uma participação brilhante no Mundial adulto, derrotando até mesmo o campeão europeu, e foi fundamental para o Brasil conseguir o sexto lugar por equipes, melhor classificação brasileira em mundiais por equipes.
Em Sul-americanos, disputou três edições e ficou com 12 medalhas de ouro. Chegou ao primeiro lugar em todas as categorias (individual, duplas, duplas mistas e equipe). Foi o mais jovem mesa-tenista a chegar ao ponto mais alto do pódio, em 1958. Em seu continente, nunca perdeu uma prova. Em 1961, no Campeonato Mundial, eliminou Jung Kuo Tuan e acabou com as chances do chinês, que jogava em casa, de conquistar o segundo título seguido. Ficou, então, entre os 16 primeiros na chave principal daquele campeonato. Chegou a ser considerado o nono melhor do planeta em um ranking criado pela Federação Chinesa.

### A fama
No ano de 1958, Toshiaki Tanaka e Ichiro Ogimura, campeão e vice do último mundial de tênis de mesa, cada um com duas taças no certame internacional, vieram ao Brasil para ministrar clínicas do esporte. O que era para ser apenas uma exibição dos estrangeiros, contudo, se transformou no show de um menino de 13 anos, Ubiraci Rodrigues da Costa, o Biriba.
Em sete confrontos com Tanaka, ganhou quatro e perdeu três. Contra Ogimura, jogando num Ginásio do Ibirapuera lotado, conseguiu mais uma vitória. A repercussão do fato foi intensa a ponto de levar ao ginásio para acompanhar o desempenho do garoto o prefeito de São Paulo, Adhemar de Barros, e o treinador Osvaldo Brandão, então comandante da seleção brasileira.
Ele se tornou um fenômeno no esporte nacional. Em pouco tempo, Biriba era uma figura tão conhecida que sua popularidade só podia ser comparada à de Pelé ou de Maria Esther Bueno na época.

### Fim da carreira
Se o início de Biriba foi meteórico, porém, o final aconteceu da mesma maneira. Em 1966, aos 21 anos de idade, resolveu abandonar o esporte. Segundo ele, a decisão foi fruto de seguidas desilusões com a estrutura brasileira. "Não existe um motivo direto para eu ter parado, mas a falta de apoio foi o fator principal. Atingi um bom nível técnico, mas não tinha como entrar em contato com atletas de outras partes do mundo. Não havia um intercâmbio e eu não tinha acesso às evoluções do esporte. Só via os principais jogadores nos Mundiais, de dois em dois anos", revela Biriba.
Como exemplo da falta de apoio, o ex-jogador citou que em 1963, quando tinha 18 anos, aceitou um convite dos Harlem Gobletrotters para fazer exibições conjuntas pelos Estados Unidos. Ele era atleta do Corinthians e, incentivado pelo então presidente Wadih Helu, ficou seis meses com os jogadores de basquete. Quando voltou, foi suspenso pela Confederação Brasileira de Desportos. A alegação: profissionalismo, proibido no esporte àquela época.

## Inovação técnica
Biriba, provavelmente, foi um dos primeiros jogadores em todo o mundo a tentar finalizar o ponto na terceira ou quarta bola, técnica amplamente usada na atualidade pelos atletas de maior destaque. Seu  estilo era o caneteiro atacante, extremamente agressivo. Atacava com golpes de forehand e backhand e gostava de se posicionar do meio para a esquerda da mesa de jogo. Dono de uma técnica 
refinada, variava as táticas de jogo de acordo com o adversário que enfrentava. Seu saque sempre  foi poderoso e tinha por instinto tentar decidir o ponto da forma mais breve possível.

## Principais títulos
- Tricampeão sul-americano individual nos anos de 1958, 1960 e 1964
- Tetracampeão brasileiro individual nos anos de 1960, 1962, 1964 e 1980

## Raquete Biriba
A empresa japonesa de artigos de tênis de mesa Butterfly criou uma raquete com o nome de Biriba. Já foram vendidos mais de 20 milhões de exemplares dessa raquete.